# متانفرین‌ها
متانفرین‌ها (انگلیسی: Metanephrines) گروهی از مولکول‌ها هستند که از متانفرین و نورمتانفرین تشکیل شده‌اند.

نوراپی‌نفرین با نورمتانفرین قابل مشاهده در بالا سمت چپ

مقاله‌ای در مجله انجمن پزشکی آمریکا در سال ۲۰۰۲ میلادی، نشان داد که اندازه‌گیری سطوح متانفرین بدون پلاسما بهترین ابزار در تشخیص فئوکروموسیتوما که یک نئوپلاسم مدولاری آدرنال است می‌باشد.